# Antilliaanse treurduif
De Antilliaanse treurduif (Zenaida aurita) is een vogel uit de familie Columbidae (duiven en tortels).

## Verspreiding en leefgebied
Deze soort komt voor in West-Indië en Yucatán en telt drie ondersoorten:
- Z. a. salvadorii: noordelijk Yucatan, Cozumel, Holbox en Isla Mujeres (Mexico).
- Z. a. zenaida: de Bahama's, Grote Antillen en de Maagdeneilanden.
- Z. a. aurita: de Kleine Antillen.

## Status
De grootte van de populatie is in 2019 geschat op 0,5-5 miljoen volwassen vogels. Op de Rode lijst van de IUCN heeft deze soort de status niet bedreigd.